# مارك ألين (رجل أعمال)
مارك ألين (بالإنجليزية: Mark Allen)‏ هو ضابط استخبارات وشخصية أعمال أمريكي وبريطاني، ولد في 3 يوليو 1950.